# Jan van de Venne
Jan van de Venne noto anche come Jan van der Venne o Pseudo van de Venne (... – prima del 1651) è stato un pittore fiammingo floruit 1616.

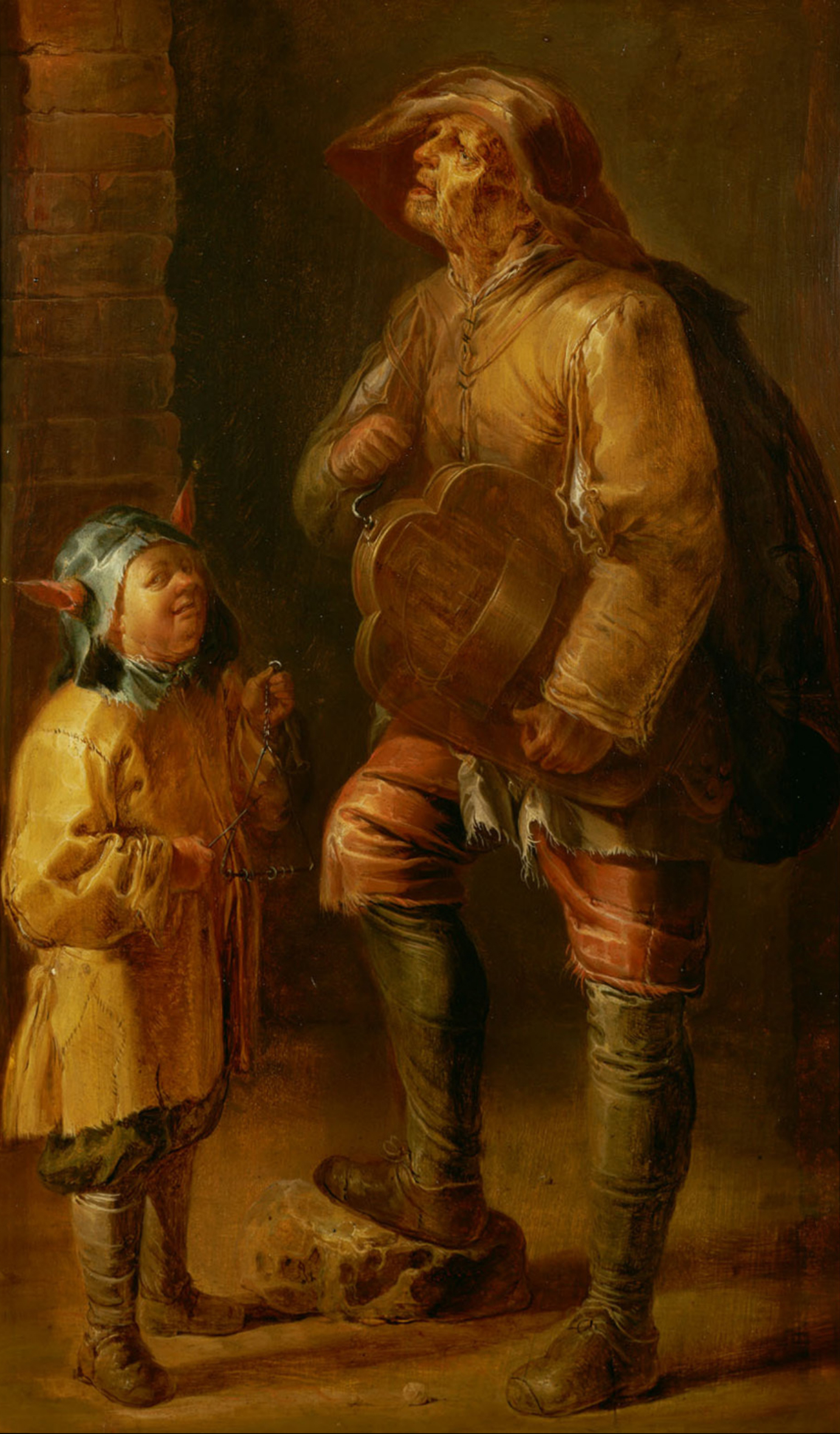
Mendicanti che fanno musica

Pittore di genere e scene religiose fu pittore di corte dei governatori dei Paesi Bassi meridionali.  Molte delle sue opere raffigurano scene di genere "bassa vita" di tiradenti, giocatori di carte e suonatori di ghironda, tronie e scene religiose espressive.

## Riscoperta e identificazione

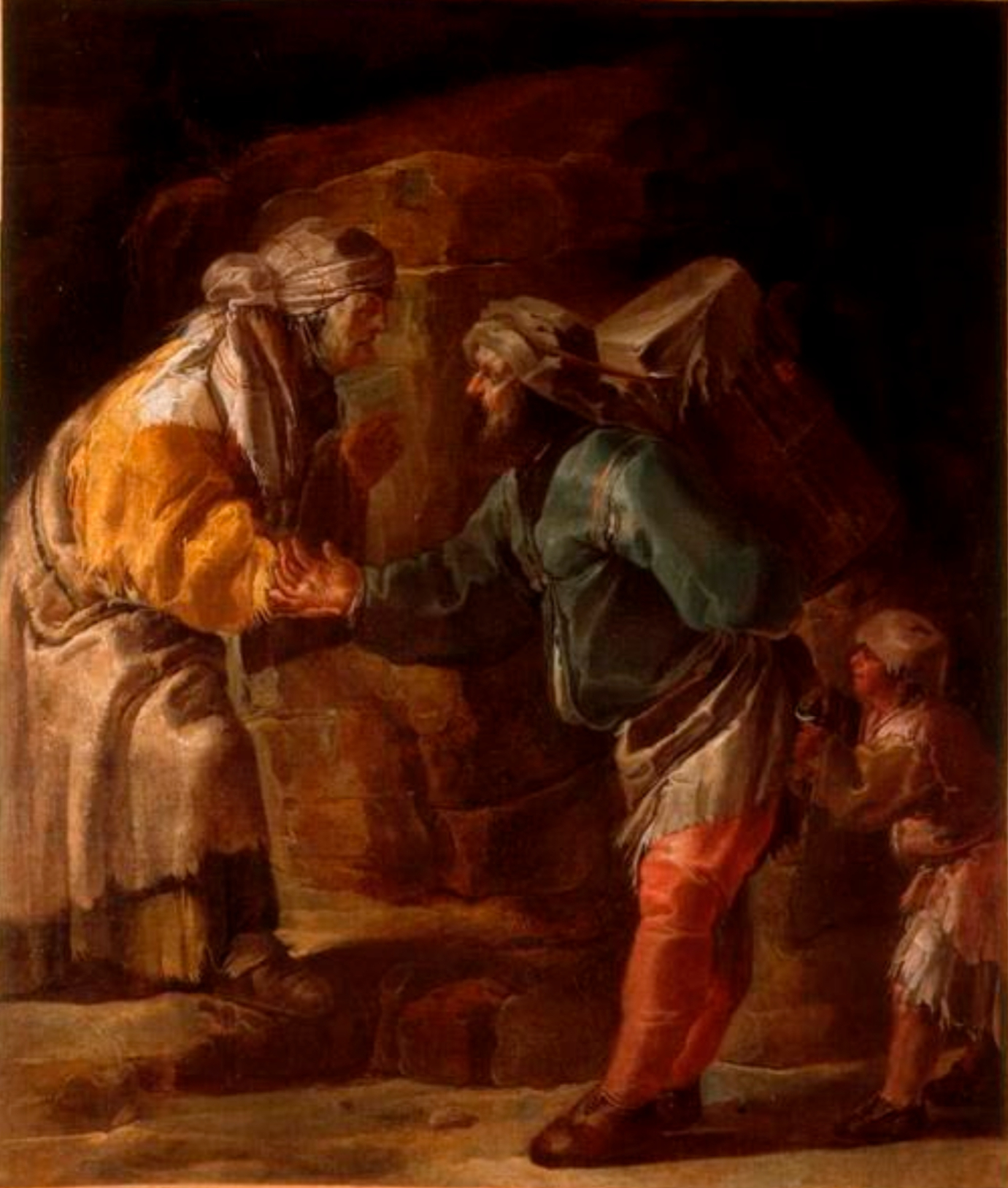
La chiromante

Le opere di Jan van de Venne erano precedentemente attribuite a un artista denominato "Pseudo-Van de Venne". Si credeva erroneamente che questo Pseudo-Van de Venne fosse il fratello, detto anche Jan, del più noto pittore olandese Adriaen van de Venne. Il fratello di Adriaen, Jan, morì a Middelburg nel 1625.
Lo storico dell'arte Jacques Foucart del Louvre ha corretto l'attribuzione errata in un articolo pubblicato nel 1978. Foucart ha identificato Pseudo-Van de Venne con un altro Jan van de Venne che ha identificato come un artista fiammingo. Questa identificazione di "Pseudo-Van de Venne" con Jan van de Venne, un artista che si crede fosse nato a Mechelen c. 1600, da allora ha ottenuto un'ampia accettazione.

## Biografia
Si sa molto poco della vita e della sua carriera. Anche se alcune delle opere dell'artista portano il marchio della Corporazione di San Luca di Anversa, si ritiene che sia stato attivo principalmente a Bruxelles. Lo testimoniano i suoi rapporti con personalità di spicco a Bruxelles anche a corte. Sia Ferdinando d'Asburgo che l'arciduca Leopoldo Guglielmo, i governatori dei Paesi Bassi meridionali, erano i suoi patroni. Van de Venne è registrato come maestro nella Gilda di San Luca a Bruxelles nel 1616.
Si ritiene che sia stato attivo come pittore, doratore di modanature e forse anche pittore di finto marmo su cornici e pale d'altare. Rimase attivo a Bruxelles dove morì nel 1651 o prima 

## Opere

### Generale

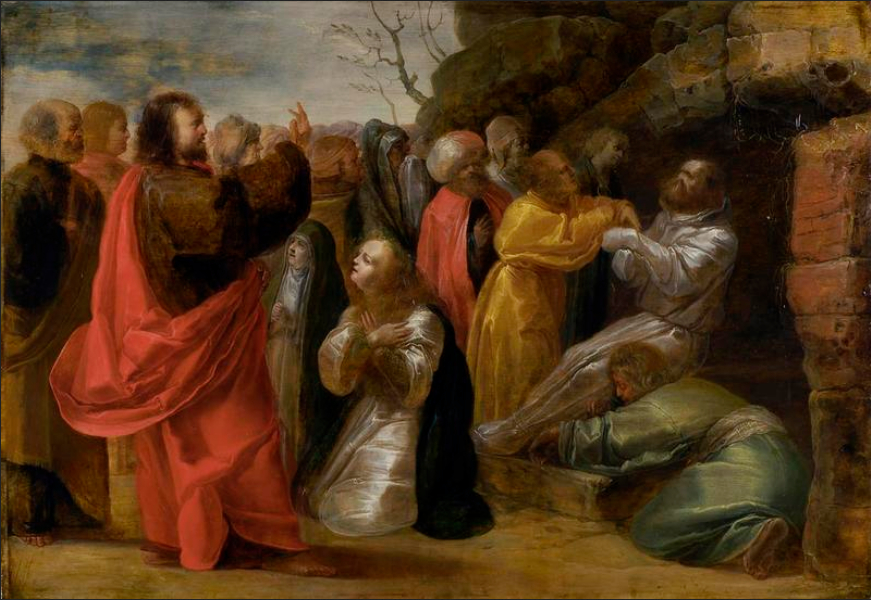
La risurrezione di Lazzaro

Van de Venne ha lasciato pochissimi dipinti firmati. La sua opera è stata ricostituita sulla base di opere firmate o documentate che mostrano il suo stile personale, i soggetti, l'uso della luce e la brillantezza.  Le sue opere sono tipicamente composizioni a olio su tavola su piccola scala.
Van de Venne era specializzato in caricature di soggetti cosiddetti 'banali', come giocatori di carte, cavadenti e musicisti, e in scene religiose espressive. I suoi dipinti mostrano dure caricature sotto una luce più forte di quella di Adriaen Brouwer.

### Influenze
Vari storici hanno tentato di spiegare le origini del suo stile. Hanno identificato una serie di influenze sul lavoro di van de Venne: i suoi temi e lo stile ricordano il suo contemporaneo Adriaen Brouwer. La sua preferenza per le tonalità e i temi brunastri sono simili a quelli degli olandesi come Adriaen van Ostade, Benjamin Cuyp e Andries Both. Il suo stile nervoso mostra forse l'influenza di David Teniers il Vecchio e alcuni autori ipotizzano addirittura che possa aver studiato con Teniers. Come possibili influenze sono anche citate le incisioni di Lucas van Leyden e il trattamento di Adam Elsheimer degli effetti di luce e ombra. Alcune delle sue opere sono state precedentemente attribuite allo stile di Rembrandt.
Si ritiene che Jan van de Venne abbia a sua volta esercitato un'influenza su altri artisti contemporanei. Ad esempio, si ritiene che il pittore olandese bambocciante, Andries Both, abbia derivato la sua propensione per le distorsioni caricaturali dei volti e delle pose delle sue figure dalle composizioni di van de Venne.

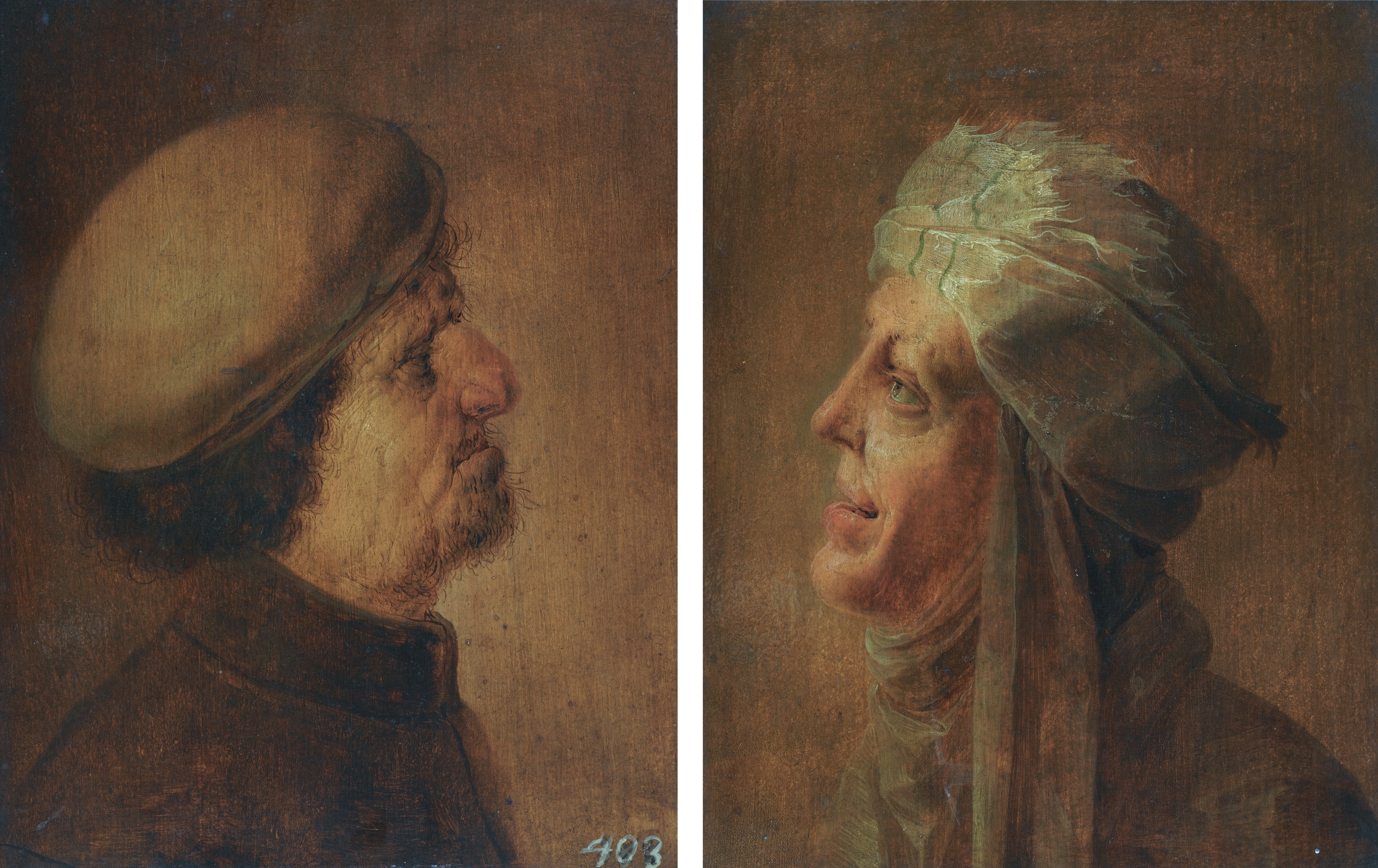
Teste di un vecchio e di una vecchia

### Tronie
Molte delle sue opere sono ritratti caricaturali di teste. La stridula miseria dei personaggi, che ritrae spesso di profilo, e il virtuosismo degli effetti pastosi si avvicinano alla prima produzione di Georges de La Tour. L'uso della luce che fa tremolare gli abiti e le pieghe evoca anche gli ultimi manieristi francesi come Claude Vignon o Claude Deruet. 
Jan van de Venne ha usato occasionalmente il modello accoppiato in base al quale due diversi tronie sono accoppiati e giustapposti l'uno all'altro. 

### Scene gitane
Jan van de Venne dipingeva regolarmente scene con zingari. Poiché molte di queste opere con zingari sono nelle collezioni dei musei francesi (Aix-en-Provence, Auxerre, Besançon, Chambéry, Digione, Dunkery, Hazebrouck, Lille, Marsiglia, Louvres, Quimper e Semur-en-Auxois) si è guadagnato il soprannome di "le Maître des Tziganes" (il maestro degli zingari) in Francia.
Un esempio di una delle sue scene gitane è la Famiglia gitana al Louvre, che mostra una famiglia gitana che prepara un pasto all'aperto davanti al fuoco mentre una donna sta accudendo un bambino.

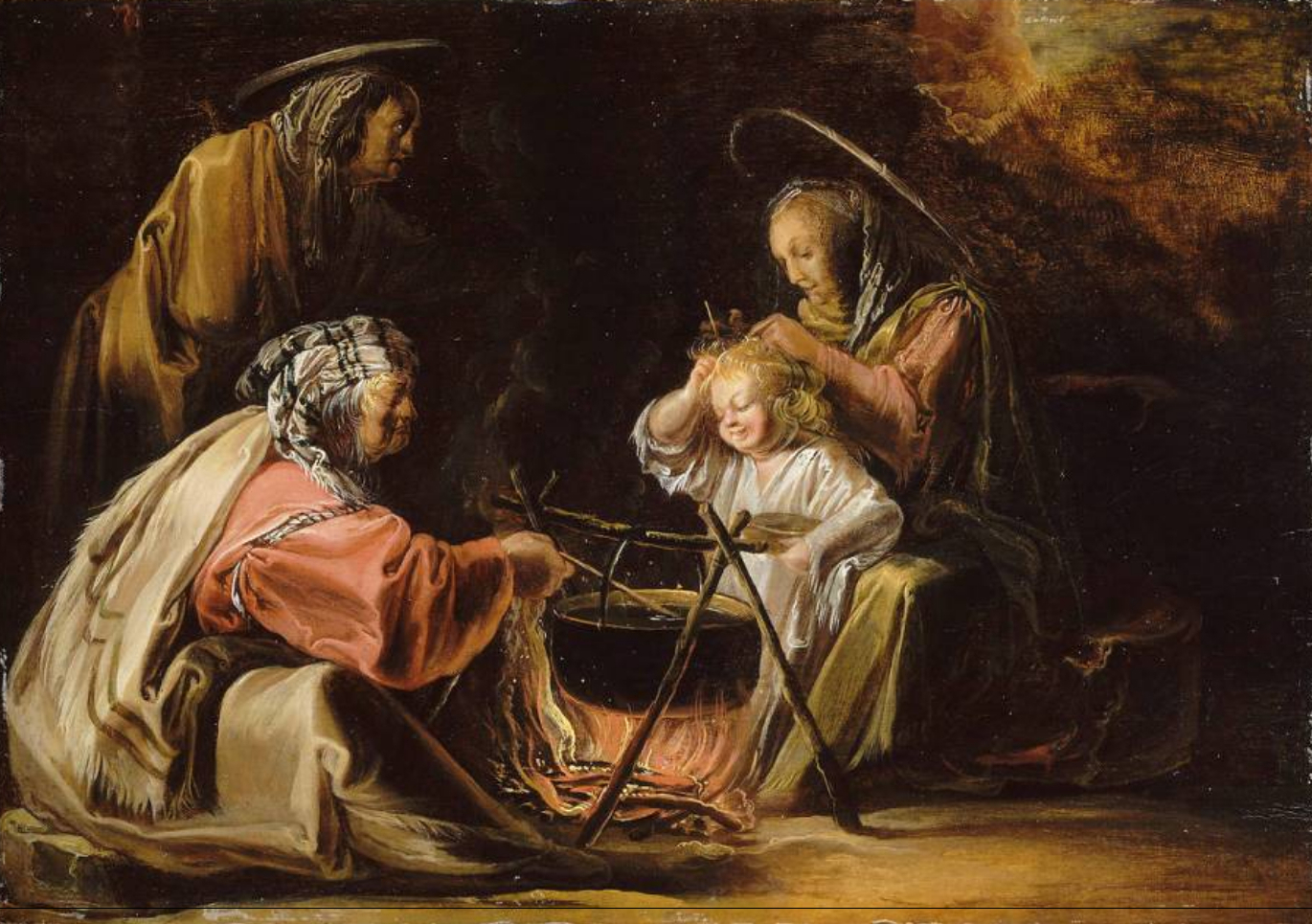
Campo gitano

### La tentazione di sant'Antonio
Dipinse anche varie versioni della Tentazione di Sant'Antonio. Questo soggetto era molto popolare nell'arte fiamminga dalla fine del XV secolo. I cattolici consideravano sant'Antonio un modello da emulare poiché si riteneva che avesse resistito a molteplici tentazioni inviategli dal diavolo. I dipinti fiamminghi che trattano il tema della tentazione di Sant'Antonio sono tipicamente popolati da streghe e creature mostruose che lo tentano. Le versioni di Van der Venne de La tentazione di Sant'Antonio con diverse composizioni si trovano nei musei di Dunkerque, Haarlem e Holbourne e una è stata venduta all' Auktionshaus im Kinsky il 28 novembre 2013 a Vienna (come lotto 2).
La versione venduta all'Auktionshaus im Kinsky mostra Sant'Antonio in una grotta inginocchiato davanti a un tavolo con dei libri. Alla sua destra compaiono fantasmi fantasiosi e sullo sfondo una strega con una giovane donna.